# 長敬寺 (台東区)
長敬寺（ちょうきょうじ）は、東京都台東区にある真宗大谷派の寺院。

## 歴史
創建年代は不明であるが、八岡甚六によって開山された。甚六は本願寺の顕如に弟子入りし、三河国額田郡須郷（現・愛知県岡崎市）に寺を創建した。
文禄年間（1593年 - 1596年）、江戸神田に移転した。その後1657年（明暦3年）の明暦の大火の後、現在地に移転した。
徳川家の家臣には三河一向一揆に見られるように浄土真宗の門徒が多かった。そのため、幕臣らの菩提寺となっている。そういうこともあり、当寺の檀家には幕府の要職に就いている家系が多かった。近江国三上藩主遠藤氏の菩提寺でもあった。

## 交通アクセス
- 銀座線田原町駅より徒歩2分（経路案内）。
- つくばエクスプレス浅草駅より徒歩約5分（経路案内）。